# فویگتلندر بریلانت
فویگتلندر بریلانت (به انگلیسی: Voigtländer Brillant) یک دوربین عکاسی فیلم ۱۲۰ دوربین دولنزی بازتابی ساخت شرکت فویگتلندر است.